# Glypta delicatula
Glypta delicatula là một loài tò vò trong họ Ichneumonidae.